# Festival Internacional del Paste
El Festival Internacional del Paste es un festival gastronómico de 3 días anual dedicado al paste que se celebra en Mineral del Monte, Hidalgo (México) desde 2009. Fueron los inmigrantes córnicos que en el siglo XIX vinieron a trabajar a las minas de la región los que introdujeron el pasty inglés, que todavía es elaborado por sus descendientes, evolucionando al popular paste mexicano de la actualidad. 
Se pueden seguir las recetas tradicionales, pero a menudo los ingredientes actuales reflejan las preferencias locales. El festival anual atrae a miles de visitantes, que también pueden visitar el Museo del Paste y asistir a otros eventos culturales.

## Trasfondo

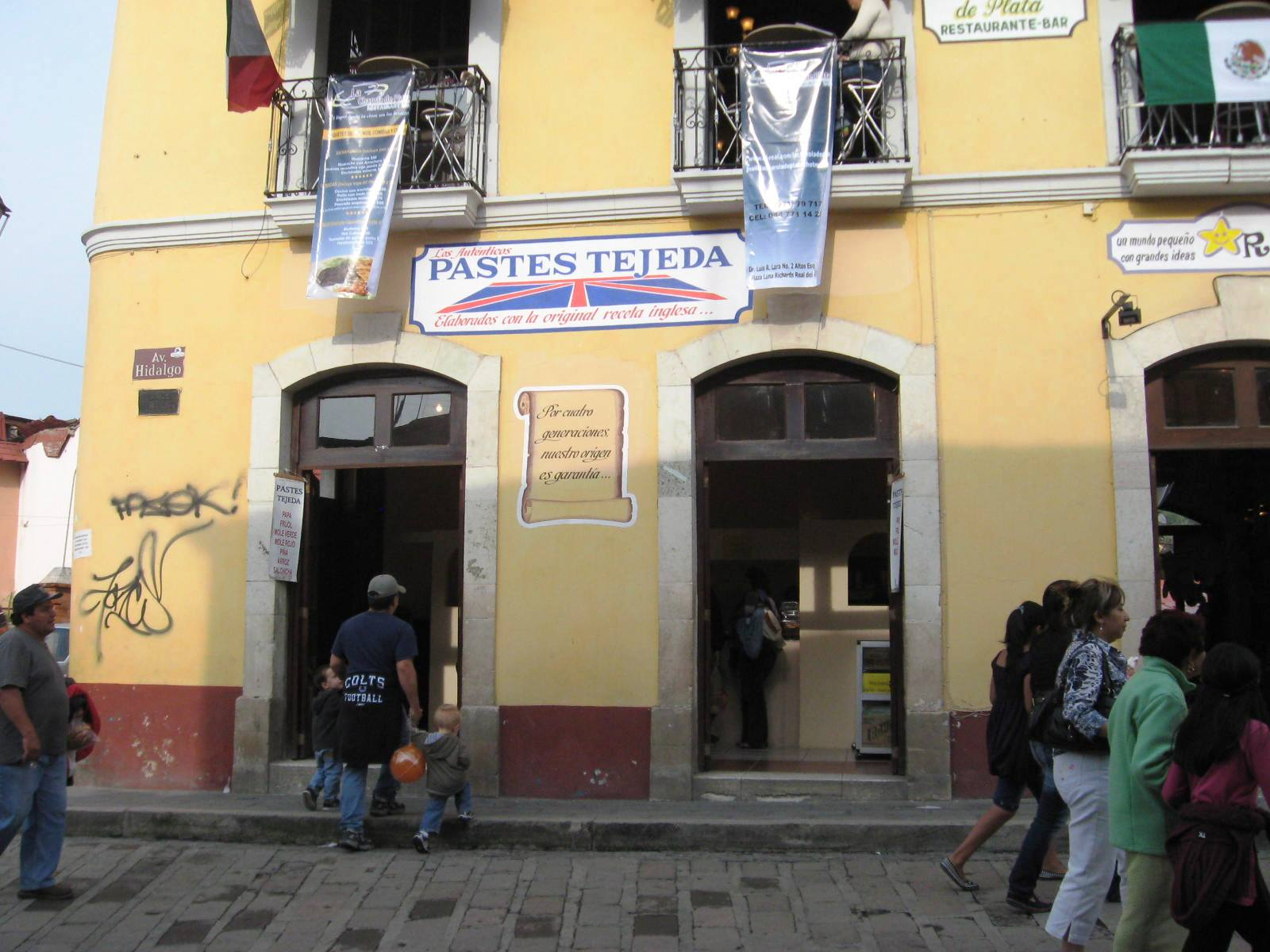
Tienda de pastes en Mineral del Monte.

El municipio de Pachuca tiene una larga historia de minería del oro y plata (véase: Industria minera en México), pero durante la Guerra de Independencia de México (1810-1821) gran parte de la infraestructura fue destruida y muchas de las minas se inundaron. En Mineral del Monte (en aquella época llamada Real del Monte), un grupo llamado Real del Monte Company se formó en 1824 y acordó traer equipos de minería y mineros experimentados de Cornualles (Reino Unido). Después de desembarcar en la playa de Mocambo, al sur de Veracruz, los mineros tardaron 14 meses y 400 km a través de pantanos y selvas tropicales hasta llegar a Real del Monte.
Los córnicos trajeron tradiciones culturales que incluían el fútbol, la lucha y los pastes. Aunque la comunidad de Cornualles se redujo tras la revolución de 1911, algunos nombres córnicos sobreviven. Hay edificios y casas con arquitectura europea, incluida la Iglesia Metodista de Francisco Rule. En 2008, la Sociedad Cultural Córnica-Mexicana ayudó a organizar el hermanamiento de Real del Monte y Redruth (Cornualles).
Hoy en día muchos establecimientos en Pachuca hornean pastes. El crecimiento de las tiendas que venden pasteles coincidió con la disminución de la minería, ya que los residentes buscaron otras formas de ganarse la vida. Un relleno «clásico» para el paste puede ser el de carne, papa y nabo, a veces con hierbas y jalapeños, y también puede rellenarse con mole rojo o verde, piña, carne de cerdo deshebrada o pollo en chile o incluso pescado. Los pastes rellenos de fruta suelen contener piña, fresa y mora.

## Historia

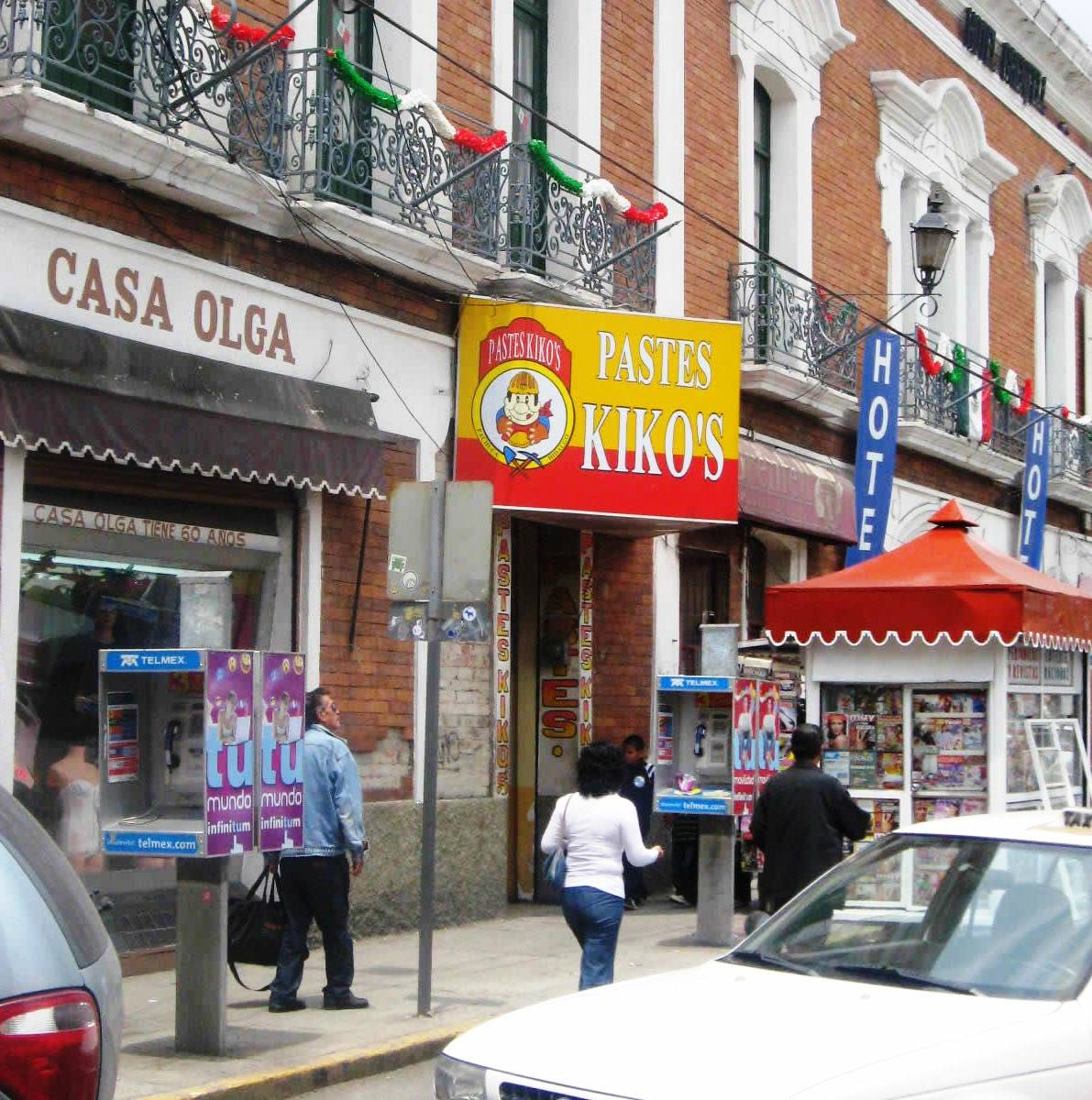
Pastes Kiko's, una cadena de pastes en Pachuca México

El Festival Internacional del Paste de 3 días se lanzó en Mineral del Monte en octubre de 2009. María Oralia Vega Ortiz, secretaria de turismo de Hidalgo, pregonó el festival. Richard Williams, presidente de la Sociedad Cornish Mexicana, estuvo entre los presentes. Participaron trece empresas de pastes. Los puestos comerciales vendían aperitivos en las calles principales de la ciudad. Entre los rellenos se incluían los de lengua, sesos, salchichas, frijoles y queso amarillo. Hubo problemas iniciales, como cuando los funcionarios de aduanas confiscaron nabicoles que se importaban como ingrediente esencial para las empanadas auténticas.
El festival de octubre de 2011 atrajo a unos 20.000 visitantes. En noviembre de 2011, Mineral del Monte abrió el Museo del Paste, organizado por el Consejo de Cultura de Cornualles de la ciudad. Antes de que se abriera el museo, un grupo del Consejo Regulador del Patrimonio Córnico de Mineral del Monte visitó Cornualles en una misión de investigación de una semana de duración y se reunió con la Asociación Cornish Pasty.
La 4.ª edición se celebró del 12 al 14 de octubre de 2012, con el apoyo del gobierno del estado de Hidalgo. Los visitantes fueron invitados a ver sitios arqueológicos precolombinos, varias minas y el cementerio inglés. Ocho empresas dedicadas a la fabricación de pastes participaron en el festival.
En mayo de 2013, Juan Renato Olivares, ministro de turismo de Hidalgo, visitó Cornualles para tratar de alentar a sus gentes a visitar México. Les dijo: «Los mexicanos están inmensamente orgullosos de sus vínculos extraordinarios con Cornualles, ya que muchos de los descendientes de los mineros originales viven en México, personas con nombres maravillosos como Enrique Pengelly y Raoul Pascoe». En septiembre de 2013, Víctor Aladro, presidente de la Asociación de Pastelería Mexicana de Cornualles, estaba con una delegación que recorrió Heartlands en Pool, Cornualles, donde recibió un letrero del Sitio del Patrimonio Mundial de la Minería de Cornualles. El letrero debía ser presentado en una ceremonia celebrando la minería durante el próximo Festival Internacional del Paste.
El príncipe Carlos y la duquesa de Cornualles visitaron Mineral del Monte en 2014. Visitaron el Museo del Paste, donde la pareja hizo empanadas. La 7.ª edición del festival se celebró del 9 al 11 de octubre de 2015 en Mineral del Monte. El festival se había convertido en uno de los más grandes del estado, brindando una oportunidad para comercializar productos y servicios de las industrias del turismo y la alimentación. Incluía eventos artísticos y culturales, y la oportunidad de saborear las empanadas o pastas locales.